# 2014-es DTM-szezon
A 2014-es Deutsche Tourenwagen Masters-szezon volt a bajnokság tizenötödik szezonja a sorozat 2000-es visszatérése óta. Mike Rockenfeller bajnoki, a BMW konstruktőri, a Phoenix Racing pedig csapat bajnoki címvédőként kezdte meg a szezont.

## Csapatok és versenyzők
| Gyártó        | Autó                     | Csapat                         | #  | Versenyző              | Versenyek |
| ------------- | ------------------------ | ------------------------------ | -- | ---------------------- | --------- |
| Audi          | Audi RS5 DTM             | Audi Sport Team Phoenix        | 1  | Mike Rockenfeller      | összes    |
| Audi          | Audi RS5 DTM             | Audi Sport Team Phoenix        | 2  | Timo Scheider          | összes    |
| Audi          | Audi RS5 DTM             | Audi Sport Team Abt Sportsline | 7  | Mattias Ekström        | összes    |
| Audi          | Audi RS5 DTM             | Audi Sport Team Abt Sportsline | 8  | Miguel Molina          | összes    |
| Audi          | Audi RS5 DTM             | Audi Sport Team Abt Sportsline | 15 | Edoardo Mortara        | összes    |
| Audi          | Audi RS5 DTM             | Audi Sport Team Abt Sportsline | 16 | Adrien Tambay          | összes    |
| Audi          | Audi RS5 DTM             | Audi Sport Team Rosberg        | 21 | Jamie Green            | összes    |
| Audi          | Audi RS5 DTM             | Audi Sport Team Rosberg        | 22 | Nico Müller            | összes    |
| BMW           | BMW M4 DTM               | BMW Team RBM                   | 3  | Augusto Farfus         | összes    |
| BMW           | BMW M4 DTM               | BMW Team RBM                   | 4  | Joey Hand              | összes    |
| BMW           | BMW M4 DTM               | BMW Team Schnitzer             | 9  | Bruno Spengler         | összes    |
| BMW           | BMW M4 DTM               | BMW Team Schnitzer             | 10 | Martin Tomczyk         | összes    |
| BMW           | BMW M4 DTM               | BMW Team MTEK                  | 17 | Timo Glock             | összes    |
| BMW           | BMW M4 DTM               | BMW Team MTEK                  | 18 | António Félix da Costa | összes    |
| BMW           | BMW M4 DTM               | BMW Team RMG                   | 23 | Marco Wittmann         | összes    |
| BMW           | BMW M4 DTM               | BMW Team RMG                   | 24 | Maxime Martin          | összes    |
| Mercedes-Benz | DTM AMG Mercedes C-Coupé | HWA Team                       | 5  | Christian Vietoris     | összes    |
| Mercedes-Benz | DTM AMG Mercedes C-Coupé | HWA Team                       | 6  | Paul di Resta          | összes    |
| Mercedes-Benz | DTM AMG Mercedes C-Coupé | HWA Team                       | 11 | Gary Paffett           | összes    |
| Mercedes-Benz | DTM AMG Mercedes C-Coupé | HWA Team                       | 12 | Robert Wickens         | összes    |
| Mercedes-Benz | DTM AMG Mercedes C-Coupé | HWA Team                       | 25 | Pascal Wehrlein        | összes    |
| Mercedes-Benz | DTM AMG Mercedes C-Coupé | Mücke Motorsport               | 19 | Daniel Juncadella      | összes    |
| Mercedes-Benz | DTM AMG Mercedes C-Coupé | Mücke Motorsport               | 20 | Vitalij Petrov         | összes    |

### Versenyzői változások
Új pilóták
- A BMW teszt versenyzője Maxime Martin a 2014-es szezontól versenyzőként szerepelt a BMW Team RMG csapat tagjaként.[4]
- A 2013-as Formula Renault 3,5 szezon 3. és 5. helyezettje, António Félix da Costa és Nico Müller csatlakoztak a DTM mezőnyéhez a BMW Team MTEK és a Team Rosberg csapatok tagjaként.[4][11]
- A korábbi Formula–1-es versenyző Vitalij Petrov csatlakozott a bajnoksághoz a Mercedes-Benz színeiben.[10]

Távozó pilóták
- Az Audi színeiben versenyzett Filipe Albuquerque elhagyta a sorozatot és csatlakozott a gyártó LMP és GT programjához.[11]
- Andy Priaulx, aki 2012 és 2013 között a BMW pilótája volt, elhagyta a sorozatot és csatlakozott a 2014-es United SportsCar Championship sorozathoz.[4]
- Dirk Werner, aki 2012 és 2013 között a BMW pilótája volt, elhagyta a sorozatot és csatlakozott a gyártó Nürburgringi 24 órás hosszútávú autóverseny programjához.[4]
- Roberto Merhi, aki 2012 és 2013 között a Mercedes versenyzője volt, átváltott a Formula Renault 3.5 Series-re, ahol a Zeta Corse csapatánál versenyzett.[6]

## Versenynaptár és eredmények
Az előzetes versenynaptárat 2013. október 16-án jelentették be.
Eredetileg Kínában tartották volna a 9. futamot, de nem tudták volna átalakítani időre a pályát, emiatt Zandvoorttal pótolták.
| #  | Pálya                                       | Dátum          | Pole-pozíció      | Leggyorsabb kör   | Győztes versenyző  | Győztes csapat                 | Győztes gyártó |
| -- | ------------------------------------------- | -------------- | ----------------- | ----------------- | ------------------ | ------------------------------ | -------------- |
| 1  | Hockenheimring, Baden-Württemberg           | Május 4.       | Adrien Tambay     | Martin Tomczyk    | Marco Wittmann     | BMW Team RMG                   | BMW            |
| 2  | Motorsport Arena Oschersleben, Szász-Anhalt | Május 18.      | Marco Wittmann    | Miguel Molina     | Christian Vietoris | HWA Team                       | Mercedes-Benz  |
| 3  | Hungaroring, Mogyoród                       | Június 1.      | Marco Wittmann    | Nico Müller       | Marco Wittmann     | BMW Team RMG                   | BMW            |
| 4  | Norisring, Nürnberg                         | Június 29.     | Robert Wickens    | Mattias Ekström   | Robert Wickens     | HWA Team                       | Mercedes-Benz  |
| 5  | Moscow Raceway, Volokolamsk                 | Július 13.     | Maxime Martin     | Miguel Molina     | Maxime Martin      | BMW Team RMG                   | BMW            |
| 6  | Red Bull Ring, Spielberg                    | Augusztus 3.   | Robert Wickens    | Mike Rockenfeller | Marco Wittmann     | BMW Team RMG                   | BMW            |
| 7  | Nürburgring, Rajna-vidék-Pfalz              | Augusztus 17.  | Marco Wittmann    | Marco Wittmann    | Marco Wittmann     | BMW Team RMG                   | BMW            |
| 8  | EuroSpeedway Lausitz, Brandenburg           | Szeptember 14. | Pascal Wehrlein   | Timo Scheider     | Pascal Wehrlein    | HWA Team                       | Mercedes-Benz  |
| 9  | Circuit Park Zandvoort, Noord-Holland       | Szeptember 28. | Mike Rockenfeller | Marco Wittmann    | Mattias Ekström    | Audi Sport Team Abt Sportsline | Audi           |
| 10 | Hockenheimring, Baden-Württemberg           | Október 19.    | Miguel Molina     | Marco Wittmann    | Mattias Ekström    | Audi Sport Team Abt Sportsline | Audi           |

## Bajnokság állása

### Pontozási rendszer
Pontot az első tíz helyezett kapott az alábbiak szerint:
| Helyezés | 1. | 2. | 3. | 4. | 5. | 6. | 7. | 8. | 9. | 10. |
| Pontok   | 25 | 18 | 15 | 12 | 10 | 8  | 6  | 4  | 2  | 1   |

### Versenyzők
| Helyezés | Versenyző              | HOC | OSC | HUN | NOR | MOS | RBR | NÜR | LAU | ZAN | HOC | Pontok |
| -------- | ---------------------- | --- | --- | --- | --- | --- | --- | --- | --- | --- | --- | ------ |
| 1        | Marco Wittmann         | 1   | 19  | 1   | 6   | 4   | 1   | 1   | 6   | 2   | 5   | 156    |
| 2        | Mattias Ekström        | 2   | 13  | 9   | 3   | 3   | 7   | Ki  | Ki  | 1   | 1   | 106    |
| 3        | Mike Rockenfeller      | 4   | 2   | 10  | 8   | Ki  | 13  | 2   | 10  | 15  | 2   | 72     |
| 4        | Christian Vietoris     | 15  | 1   | 20† | 21† | 7   | 9   | 6   | 2   | 5   | 14  | 69     |
| 5        | Edoardo Mortara        | 22† | 3   | 4   | 4   | 9   | 16  | 3   | 16  | 4   | 22† | 68     |
| 6        | Martin Tomczyk         | 7   | 9   | 13  | Ki  | 13  | 4   | 8   | 8   | 3   | 7   | 49     |
| 7        | Maxime Martin          | 20  | 14  | 6   | 17  | 1   | 14  | 7   | 14  | 6   | Ki  | 47     |
| 8        | Pascal Wehrlein        | 11  | Ki  | 14  | 5   | 8   | Ki  | 10  | 1   | 7   | 20† | 46     |
| 9        | Timo Scheider          | 9   | 7   | Ki  | 10  | Ki  | 5   | Ki  | 3   | 9   | 6   | 44     |
| 10       | Jamie Green            | Ki  | 18† | 7   | 2   | Ki  | 8   | 14  | 17† | 14  | 3   | 43     |
| 11       | Bruno Spengler         | 6   | 12  | 3   | 11  | 2   | 10  | 12  | 15  | 16  | 12  | 42     |
| 12       | Robert Wickens         | 18  | Ki  | 11  | 1   | 14  | Kiz | 9   | 5   | 8   | 17  | 41     |
| 13       | Augusto Farfus         | 8   | 5   | 21† | 14  | 10  | 2   | Ki  | 7   | Ki  | 16  | 39     |
| 14       | Adrien Tambay          | 3   | 10  | 5   | 9   | Ki  | 6   | 11  | 18† | Ki  | 19† | 36     |
| 15       | Paul di Resta          | 14  | 4   | 18  | 15  | Ki  | 18  | 4   | Ki  | Ki  | 4   | 36     |
| 16       | Timo Glock             | 5   | Ki  | 19  | 16  | 6   | 3   | 16  | Ki  | 12  | 11  | 33     |
| 17       | Miguel Molina          | 13  | 6   | 2   | 22† | 12  | 11  | Ki  | 9   | 18† | 8   | 32     |
| 18       | Daniel Juncadella      | 19  | Ki  | 16  | 13  | 15  | 15  | 5   | 4   | 17  | 21† | 22     |
| 19       | Nico Müller            | 16  | 16  | 12  | 18  | 5   | 19  | Ki  | Ki  | Ki  | 13  | 10     |
| 20       | Joey Hand              | 10  | 15  | 15  | 7   | 17  | 12  | 17  | 11  | 10  | 15  | 8      |
| 21       | António Félix da Costa | 21† | 11  | 8   | 20  | 11  | Ki  | 13  | Ki  | 13  | 9   | 6      |
| 22       | Gary Paffett           | 12  | 8   | Ki  | 12  | 16  | 17  | 15  | 13  | 19† | 10  | 5      |
| 23       | Vitalij Petrov         | 17  | 17  | 17  | 19  | 18  | 20  | 18  | 12  | 11  | 18† | 0      |
| Helyezés | Versenyző              | HOC | OSC | HUN | NOR | MOS | RBR | NÜR | LAU | ZAN | HOC | Pontok |

| Szín       | Eredmény                                          |
| ---------- | ------------------------------------------------- |
| Arany      | Győztes                                           |
| Ezüst      | 2. helyezett                                      |
| Bronz      | 3. helyezett                                      |
| Zöld       | Pontot szerzett                                   |
| Kék        | Pont nélkül vagy helyezetlenül ért célba (nc, hn) |
| Lila       | Nem ért célba (ret, ki)                           |
| Piros      | Nem kvalifikálta magát (dnq, nk)                  |
| Piros      | Nem előkvalifikálta magát (dnpq, nek)             |
| Fekete     | Diszkvalifikálták (dsq, kiz)                      |
| Szürke     | Eltiltott, más pilóta versenyzett helyette (et)   |
| Fehér      | Nem indult (dns, ni)                              |
| Világoskék | Pénteki tesztpilóta (td, tp)                      |
| Üres       | Visszalépett (vi)                                 |
| Üres       | Nem gyakorolt (dnp, ne)                           |
| Üres       | Beteg vagy sérült volt (inj, bet, sér, EÜ)        |
| Üres       | Kizárt (ex, kiz)                                  |
| Üres       | Nem érkezett meg (dna, nj)                        |
| Üres       | Törölt futam (T)                                  |

- † ‑ Nem fejezte be a futamot, de rangsorolva lett, mert teljesítette a versenytáv 75%-át.

### Csapatok
| Helyezés | Csapatok Versenyzők                                                    | HOC | OSC | HUN | NOR | MOS | RBR | NÜR | LAU | ZAN | HOC | Pontok |
| -------- | ---------------------------------------------------------------------- | --- | --- | --- | --- | --- | --- | --- | --- | --- | --- | ------ |
| 1        | BMW Team RMG Marco Wittmann / Maxime Martin                            | 25  | 0   | 33  | 8   | 37  | 25  | 31  | 8   | 26  | 10  | 203    |
| 2        | Audi Sport Team Abt Sportsline Mattias Ekström / Miguel Molina         | 18  | 8   | 20  | 15  | 15  | 6   | 0   | 2   | 25  | 29  | 138    |
| 3        | Audi Sport Team Phoenix Mike Rockenfeller / Timo Scheider              | 14  | 24  | 1   | 5   | 0   | 10  | 18  | 16  | 2   | 26  | 116    |
| 4        | Original-Teile Mercedes AMG Christian Vietoris / Paul Di Resta         | 0   | 37  | 0   | 0   | 6   | 2   | 20  | 18  | 10  | 12  | 105    |
| 5        | Audi Sport Team Abt Edoardo Mortara / Adrien Tambay                    | 15  | 16  | 22  | 14  | 2   | 8   | 15  | 0   | 12  | 0   | 104    |
| 6        | BMW Team Schnitzer Bruno Spengler / Martin Tomczyk                     | 14  | 2   | 15  | 0   | 18  | 13  | 4   | 4   | 15  | 6   | 91     |
| 7        | Audi Sport Team Rosberg Jamie Green / Nico Müller                      | 0   | 0   | 6   | 18  | 10  | 4   | 0   | 0   | 0   | 15  | 53     |
| 8        | BMW Team RBM Augusto Farfus / Joey Hand                                | 5   | 10  | 0   | 6   | 1   | 18  | 0   | 6   | 1   | 0   | 47     |
| 9        | gooix Mercedes AMG Pascal Wehrlein                                     | 0   | 0   | 0   | 10  | 4   | 0   | 1   | 25  | 6   | 0   | 46     |
| 10       | Euronics / Free Man's World Mercedes AMG Gary Paffett / Robert Wickens | 0   | 4   | 0   | 25  | 0   | 0   | 2   | 10  | 4   | 1   | 46     |
| 11       | BMW Team MTEK Timo Glock / António Félix da Costa                      | 10  | 0   | 4   | 0   | 8   | 15  | 0   | 0   | 0   | 2   | 39     |
| 12       | Petronas Mercedes AMG Daniel Juncadella / Vitalij Petrov               | 0   | 0   | 0   | 0   | 0   | 0   | 10  | 12  | 0   | 0   | 22     |
| Helyezés | Csapatok Versenyzők                                                    | HOC | OSC | HUN | NOR | MOS | RBR | NÜR | LAU | ZAN | HOC | Pontok |

### Gyártók
| Helyezés | Gyártó        | HOC | OSC | HUN | NOR | MOS | RBR | NÜR | LAU | ZAN | HOC | Pontok |
| -------- | ------------- | --- | --- | --- | --- | --- | --- | --- | --- | --- | --- | ------ |
| 1        | Audi          | 47  | 48  | 49  | 52  | 27  | 28  | 33  | 18  | 39  | 70  | 411    |
| 2        | BMW           | 54  | 12  | 52  | 14  | 64  | 71  | 35  | 18  | 42  | 18  | 380    |
| 3        | Mercedes-Benz | 0   | 41  | 0   | 35  | 10  | 2   | 33  | 65  | 20  | 13  | 219    |
| Helyezés | Gyártó        | HOC | OSC | HUN | NOR | MOS | RBR | NÜR | LAU | ZAN | HOC | Pontok |